# Laconia-incident

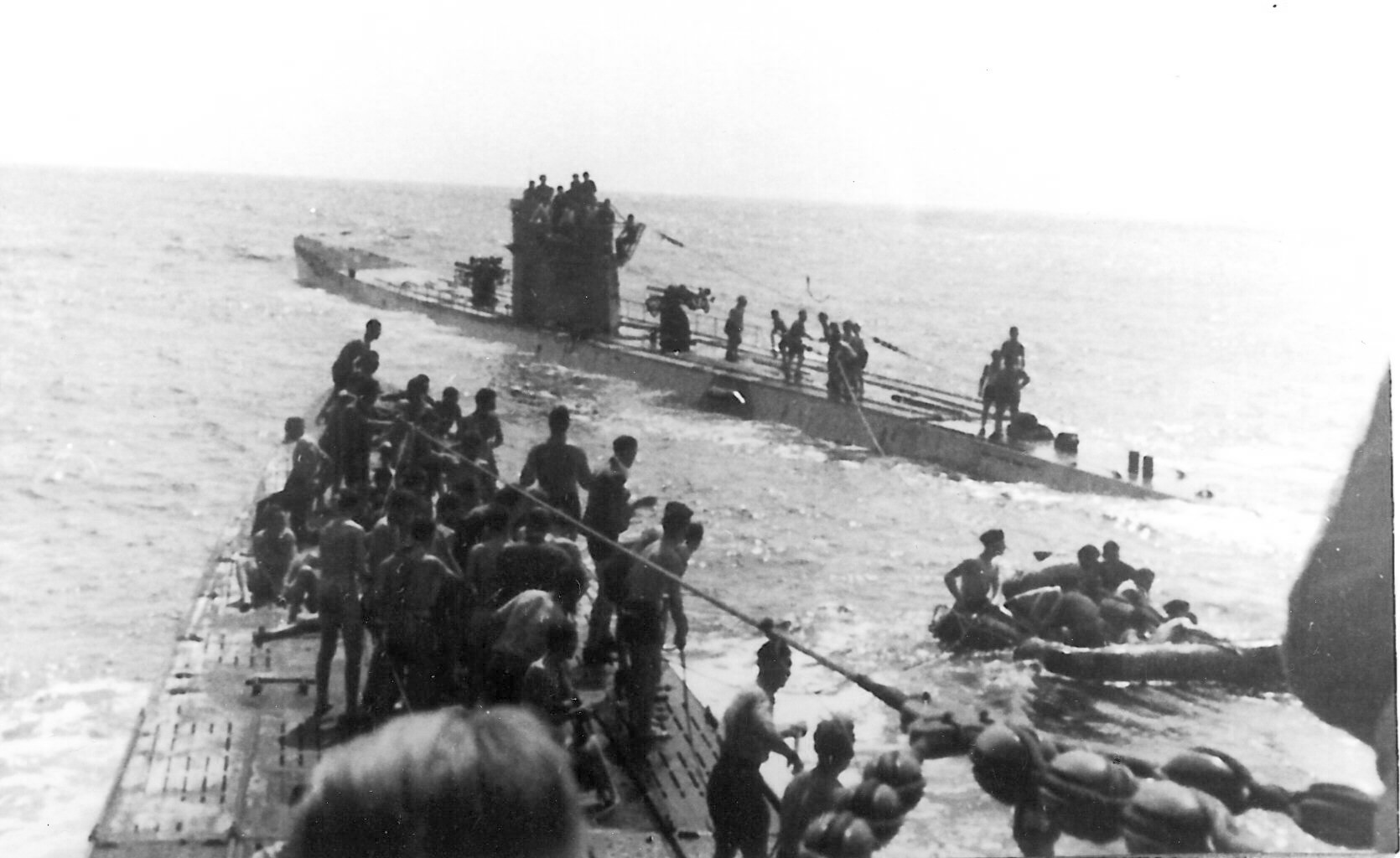
De U-Boten U-156 en U-506 met schipbreukelingen van de Laconia

Het Laconia-incident speelde zich af tijdens de Tweede Wereldoorlog en was de aanval van een Amerikaanse bommenwerper op de Duitse U-boten U-156, U-506 en U-507 en de Italiaanse onderzeeboot Cappellini op 16 september 1942. De onderzeeboten hadden op dat moment schipbreukelingen van het door de U-156 getorpedeerde Britse schip Laconia bij zich. Door de aanval werden zij gedwongen te duiken en honderden schipbreukelingen in het water achter te laten. Het incident had als gevolg dat de Duitse admiraal Karl Dönitz het verbood om later nog hulp te bieden aan overlevenden.

## Verloop

### Duitse aanval
Om 22:00 op 12 september 1942, was U-156 aan het patrouilleren bij de kust van West-Afrika tussen Liberia en Ascension. De commandant van de duikboot, Kapitänleutnant Werner Hartenstein, zag een grote alleen varende Britse pakketboot en viel deze aan.
Om 22:22 verzond de pakketboot, de Laconia, de boodschap op de 600-meter band
SSS SSS 0434 South / 1125 West Laconia torpedoed
Terwijl het schip begon te zinken, dook Hartenstein op in de hoop de hoge officieren van het schip gevangen te kunnen nemen. Tot zijn schrik zag hij meer dan tweeduizend mensen in het water. De Laconia, een schip van 20 000 ton, had naast zijn gewone 136 bemanningsleden ook zo’n 80 burgers, militair materiaal en 268 Britse soldaten en zo’n 1800 Italiaanse krijgsgevangenen met 160 Poolse soldaten als wacht aan boord.

### Reddingsoperaties
Hartenstein begon direct met een reddingsoperatie. De Laconia zonk om 23:23. Om 1:25 op 13 september verzond Hartenstein een gecodeerd radiobericht naar de Befehlshaber der Unterseeboote (bevelhebber duikboten) om deze in te lichten over de situatie. Het bericht luidde:
| Versenkt von Hartenstein Brite "Laconia". Marinequadrat FF 7721 310 Grad. Leider mit 1500 italienischen Kriegsgefangenen. Bisher 90 gefischt. 157 cbm. 19 Aale, Passat 3, erbitte Befehle. | Tot zinken gebracht door Hartenstein Britse "Laconia". Coördinaten FF 7721 310 graden. Helaas met 1500 Italiaanse krijgsgevangenen. Tot nu toe 90 opgevist. 157 kubieke meter (olie). 19 alen (code voor torpedo’s), passaat 3, verzoek orders. |

De bevelhebber van de U-boten, admiraal Dönitz, beval direct dat twee U-boten naar de plek des onheils werden gestuurd. Al gauw was de U-156 bovendeks en benedendeks afgeladen vol met bijna tweehonderd overlevenden, onder wie vijf vrouwen. Daarnaast had hij er nog tweehonderd op sleeptouw in vier sloepen. Om 6:00 op 13 september verzond Hartenstein een boodschap op de 25-meter band in het Engels aan alle scheepvaart in de omgeving waarin hij zijn positie opgaf, om assistentie verzocht bij de reddingsoperatie en waarin hij beloofde om niet aan te vallen:
| If any ship will assist the ship-wrecked "Laconia" crew, I will not attack providing I am not being attacked by ship or air forces. I picked up 193 men. 4, 53 South, 11, 26 West. --German submarine. | Als enig schip de bemanning van het getorpedeerde schip "Laconia" assisteert, dan zal ik niet aanvallen op voorwaarde dat ik niet word aangevallen door zee- of luchtstrijdkrachten. Ik heb 193 man opgepikt. 4, 53 zuid, 11, 26 west. --Duitse duikboot. |

De twee daaropvolgende dagen bleef de U-156 nog in het betreffende gebied aan de oppervlakte. Om 11:30 op 15 september kwam U-506 onder bevel van Kptlt. Erich Würdemann in het gebied, een aantal uren later gevolgd door U-507 onder Korvettenkapitän Harro Schacht en de Italiaanse onderzeeboot Cappellini. De vier duikboten, met sloepen op sleep en honderden overlevenden op de schepen, gingen op weg naar de Afrikaanse kust naar een rendez-vous met Vichy-Franse schepen die op weg waren vanuit Senegal en Dahomey.

### Amerikaans bombardement
De volgende ochtend om 11:25 op 16 september, werden de vier duikboten, met Rode Kruis-vlaggen over hun kanonnen, ontdekt door een Amerikaanse B-24 Liberator-bommenwerper van Ascension. Hartenstein signaleerde de piloot voor assistentie. Lieutenant James D. Harden van de U.S. Army Air Force draaide weg en lichtte zijn basis in over de situatie. De hoogste officier op wacht die dag, Captain Robert C. Richardson III, antwoordde met het bevel "Sink sub" (Breng duikboot tot zinken).
Harden vloog terug naar het gebied van de reddingsoperatie en viel aan om 12:32 met bommen en dieptebommen. Eén hiervan belandde tussen de sloepen die de U-156 op sleeptouw had, terwijl andere de duikboot schampten, maar niet explodeerden. Hartenstein zette daarop de sloepen vrij en beval de overlevenden op zijn dek te springen. De duikboten doken onder en ontsnapten. Vele honderden overlevenden van de Laconia kwamen om, maar de Franse schepen waren in staat om later die dag zo’n duizend mensen opnieuw te redden. In totaal overleefden zo’n 1500 passagiers. Een Engelse zeeman, Tony Large, dreef veertig dagen rond in een open sloep voordat hij uiteindelijk werd gered.

## Gevolgen
Dit incident had verstrekkende gevolgen. Tot dan toe was het de gewoonte dat U-boten na een aanval de overlevenden hielpen met voedsel en water en dat ze de richting aangaven van het dichtstbijzijnde land. Nu duidelijk was dat de Amerikanen zelfs reddingsmissies onder de Rode Kruis-vlag aanvielen, beval admiraal Karl Dönitz om in het vervolg van de Tweede Wereldoorlog geen hulp meer te bieden aan overlevenden van aangevallen schepen.
Bij de Processen van Neurenberg in 1946 werd Dönitz veroordeeld voor diverse oorlogsmisdaden, maar niet voor het uitgeven van het Laconia-Befehl:
| The prosecution has introduced much evidence surrounding two orders of Doenitz, War Order No. 154, issued in 1939, and the so-called "Laconia" Order of 1942. The defence argues that these orders and the evidence supporting them do not show such a policy and introduced much evidence to the contrary. The Tribunal is of the opinion that the evidence does not establish with the certainty required that Doenitz deliberately ordered the killing of shipwrecked survivors. The orders were undoubtedly ambiguous and deserve the strongest censure. The evidence further shows that the rescue provisions were not carried out and that the defendant ordered that they should not be carried out. The argument of the defence is that the security of the submarine is, as the first rule of the sea, paramount to rescue and that the development of aircraft made rescue impossible. This may be so, but the Protocol is explicit. If the commander cannot rescue, then under its terms he cannot sink a merchant vessel and should allow it to pass harmless before his periscope. The orders, then, prove Doenitz is guilty of a violation of the Protocol. In view of all the facts proved and in particular of an order of the British Admiralty announced on the 8th May, 1940, according to which all vessels should be sunk at sight in the Skagerrak, and the answers to interrogatories by Admiral Nimitz stating that unrestricted submarine warfare was carried on in the Pacific Ocean by the United States from the first day that nation entered the war, the sentence of Doenitz is not assessed on the ground of his breaches of the international law of submarine warfare. | De aanklagers hebben veel bewijs aangeleverd rond de twee bevelen van Dönitz, Oorlogsbevel Nr. 154, uitgegeven in 1939, en het zogenoemde "Laconia" Bevel uit 1942. De verdediging beweert dat deze bevelen en het bewijs dat ze ondersteunen niet zo'n beleid laten zien en veel bewijs leveren van het tegengestelde. Het Tribunaal is van mening dat het bewijs niet met benodigde zekerheid laat zien dat Dönitz opzettelijk het bevel gaf om overlevende schipbreukelingen om het leven te brengen. De bevelen waren ongetwijfeld dubbelzinnig en verdienen de grootste kritiek. Het bewijs laat verder zien dat de reddingsbepalingen niet werden uitgevoerd en dat de beklaagde bevolen had dat ze niet zouden worden uitgevoerd. Het argument van de verdediging is dat de veiligheid van de duikboot, als eerste regel van de zee, prevaleert boven dat van de redding en dat de ontwikkeling van vliegtuigen redding onmogelijk maakte. Dit mag zo zijn, maar het Protocol is expliciet. Als de gezagvoerder niet in staat is om te redden, dan mag hij onder de voorwaarden geen koopvaardijschepen tot zinken brengen en moet hij deze ongehinderd langs zijn periscoop laten passeren. De bevelen bewijzen dat Dönitz schuldig is aan het overtreden van het Protocol. Alle feiten in ogenschouw nemende en in bijzonder een bevel van de British Admiralty aangekondigd op 8 mei 1940, volgens welke alle schepen die in zicht kwamen in de Skagerrak tot zinken moesten worden gebracht, en de antwoorden aan ondervragers van admiraal Nimitz waarin hij verklaarde dat de onbeperkte duikbootoorlog vanaf dag één van deelname aan de oorlog door de Verenigde Staten werd gevoerd in de Grote Oceaan, wordt de straf van Dönitz niet beoordeeld op grond van zijn schendingen van de internationale wet van duikbootoorlogvoering. |

Voor zijn andere oorlogsmisdaden werd Dönitz veroordeeld tot elf jaar en zes maanden. Hij werd uiteindelijk iets meer dan tien jaar vastgehouden als oorlogsmisdadiger in de Spandaugevangenis, West-Berlijn.

## Laconia-Befehl(Laconiabevel)
| 1. Jegliche Rettungsversuche von Angehörigen versenkter Schiffe, also auch das Auffischen Schwimmender und Anbordgabe auf Rettungsboote, Aufrichten gekenterter Rettungsboote, Abgabe von Nahrungsmitteln und Wasser haben zu unterbleiben. Rettung widerspricht den primitivsten Forderungen der Kriegsführung nach Vernichtung feindlicher Schiffe und deren Besatzungen. 2. Die Befehle über das Mitbringen von Kapitänen und Chefingenieuren bleiben bestehen. 3. Schiffbrüchige nur dann retten, wenn ihre Aussagen für das Boot von Wichtigkeit sind. 4. Bleibt hart. Denkt daran, daß der Gegner bei seinen Bombenangriffen auf deutsche Städte keine Rücksicht auf Frauen und Kinder nimmt! | 1. Alle pogingen om overlevenden van gezonken schepen, alsmede het opvissen en in reddingssloepen helpen van rondzwemmenden, het oprichten van gekapseisde reddingssloepen, het overhandigen van voedsel en water moeten achterwege blijven. Redding gaat in tegen de basis-eisen van de oorlogsvoering na de vernietiging van vijandelijke schepen en hun bemanning. 2. Het bevel om de kapitein en de hoofdwerktuigkundige mee te nemen, blijft bestaan. 3. Overlevenden alleen dan redden als hun verklaringen van belang zijn voor de boot. 4. Blijf hard. Denk eraan dat de tegenstander bij zijn bombardementen van Duitse steden vrouwen en kinderen niet in overweging neemt! |